# Sécurité inconditionnelle
En cryptologie, la sécurité inconditionnelle est un critère de sécurité important dans le cadre des algorithmes de chiffrement. Cette sécurité est intimement liée à la théorie de l'information et la notion d'entropie, elle a été définie dans le cadre des travaux de Claude Shannon à la fin des années 1940.
Si le critère est rempli, un attaquant ne récupère aucune information sur le texte clair à partir du texte chiffré. À ce jour, seul le masque jetable remplit cette condition sous des hypothèses strictes. Si le masque a un contenu aléatoire et indépendant d'autres masques alors tous les textes clairs sont plausibles à partir du chiffré.
En d'autres termes, si l'attaquant dispose de deux textes chiffrés de même taille et qu'on lui présente les deux textes clairs correspondants mais dans un ordre quelconque, il se trompera ou devinera correctement avec une probabilité de 1⁄2. Si cette probabilité est modifiée, cela signifie qu'il a un certain avantage dans le choix de l'un ou l'autre des textes clairs à partir des textes chiffrés. Un algorithme de chiffrement doit s'approcher au maximum de cette probabilité de 1⁄2.
Les anglophones utilisent l'expression perfect secrecy.

## Description formelle
Soit {\displaystyle P} un texte clair et {\displaystyle C} le texte chiffré correspondant, alors une sécurité inconditionnelle est garantie si :
{\displaystyle H(P|C)=H(P)~}
avec {\displaystyle H(X)} l'entropie de {\displaystyle X}. Ceci est également équivalent à l'indépendance statistique entre le texte chiffré et clair.